# Le Hommet-d'Arthenay
 Le Hommet-d'Arthenay  là một xã thuộc tỉnh Manche trong vùng Normandie tây bắc nước Pháp. Xã này nằm ở khu vực có độ cao trung bình 4 mét trên mực nước biển.